# Manuel Alonso Corral
Manuel Alonso Corral (Cabeza del Buey, Badajoz, 22 de noviembre de 1934 - El Palmar de Troya, 15 de julio de 2011), conocido por sus feligreses como el papa San Pedro II Magno, fue líder de la Iglesia palmariana entre 2005 y 2011. Sucediendo a Clemente Domínguez (Gregorio XVII) en 2005. Domínguez fundó el grupo palmariano en 1975, inicialmente bajo el nombre de Orden de los Carmelitas de la Santa Faz en compañía de Jesús y María.
Corral fue contable y abogado de profesión, hasta que conoció a Domínguez y dejó su oficio para fundar la Orden de los Carmelitas de la Santa Faz, también conocida como Sagrada, Apostólica y Católica Iglesia Palmariana, en 1978. Fue ordenado como sacerdote y obispo por el arzobispo católico Pierre Martin Ngô-Dinh-Thuc.
En 1978 Domínguez lo nombró Secretario de Estado de su iglesia. En esa época el colegio de cardenales de la Iglesia palmariana estaba excluido de la Iglesia católica.
Falleció a los 76 años de edad, el 15 de julio de 2011. Fue sucedido por el padre Sergio María, que adoptó el nombre de Gregorio XVIII.
Gregorio XVII y Pedro II nunca fueron reconocidos por la Iglesia católica y son considerados como antipapas.
| Predecesor: Clemente Domínguez (Gregorio XVII) | Papa de la Iglesia palmariana 2005-2011 | Sucesor: Sergio María (Gregorio XVIII) |